# Loistokari
Loistokari est un ilot de l'archipel finlandais du quartier de Ruissalo à Turku en Finlande,.

## Présentation
L'ilot se trouve le long de la voie navigable de 3,0 m menant à Turku et il est également connu sous le nom de Kauppakari. Il est équipé d'un feu de guidage.
Au début des années 1990, l'îlot est devenu la base du bateau à vapeur S/S Ukkopekka (fi) qui relie Turku et Naantali pendant la période estivale et comme base pour les croisières nocturnes.
Un quai, un fumoir y ont été construits et l'ancien bâtiment du gardien de phare a été rénové.
Un bâtiment rouge, le magasin d'été Kauppakari, s'élevait près de la jetée.
Au début des années 2000, Loistokari est devenu la propriété de Höyrylaivasoakehtiö S/S Ukkopeka.
Dans la cabane du gardien de phare se trouve un petit musée racontant l'histoire de l'île et de son époque.
La cabane est protégée par la direction des musées de Finlande.